# Савва II Петрович
Савва II Петрович-Негош (18 января 1702, Негуши, Черногория — 9 марта 1782, Цетинский монастырь) — правитель (владыка) Черногории из династии Петровичей-Негошей (1735—1782).

## Биография
Представитель династии Петровичей-Негошей. Племянник и преемник Данило Шчепчевича Негоша (ок. 1670—1735), первого митрополита-владыки Черногории (1697—1735).
Савва Петрович-Негош родился в родовом селе Негуши. Задумываясь о своём преемнике, Данило I в 1720-х годах начал привлекать своего племянника Савву к государственным делам и сделал его коадъютором. После смерти Данило I Негоша в 1735 году Савва Петрович-Негош был избран новым митрополитом (владыкой, то есть князем-епископом) Черногории.
Сам Данило Негош приказал, чтобы его наследником стал Савва Петрович-Негош, который был аскетичным монахом и замкнутым человеком, прямой противоположностью своему дяде.
Савва Петрович-Негош рассчитывал на союз с Венецианской республикой. В австро-русско-турецкой войне 1737—1739 годов Черногория официально участия не принимала, однако гайдуки действовали не только в османской Боснии и Герцеговине, но и в венецианской Далмации. Сербское население Австрийской империи, Боснии и Герцеговине, Сербии и Черногории активно приняло участие в войне против Османской империи, рассчитывая добиться полной независимости для своей исторической родины. После окончания войны турки-османы со всех сторон блокировали Черногорию. Не желая давать османам повода к новой войне, Венеция под страхом смертной казни запретила ввозить в Черногорию порох.
Владыка Савва Петрович был не в состоянии навязать твердое руководство и, очевидно, имел мало влияния на эти события. Он стремился установить союзные отношения с Венецианской республикой, политика которой соответствовала его консервативной природе. Савва стремился обеспечить открытые границы Черногории, страдавшей от османской блокады, вторжениями западных и восточных соседей.
Австрийское правительство заставляло сербов покидать свои села и города, чтобы присоединиться к австрийской армии. Поддержка сербской православной церкви была нужна Вене для продолжения войны против Порты. Вначале войны австрийские войска при поддержке сербских добровольцев смогли одержать ряд побед, но затем последовали серьезные поражения. Австрия была вынуждена пойти на территориальные уступки и осенью 1739 года заключила Белградский мир с Османской империей. Австрийцы передали туркам Сербское королевство (в том числе Белград), южную часть Темешварского баната и Северную Боснию.
Несмотря на заключение Белградского мира, турки-османы продолжали совершать набеги на Черногорию. Особенно от османских рейдов страдали племена Брды. В 1740 года шкодерский паша начал подготовку к наступлению на черногорские земли. Выбирая переговоры вместо войны, черногорские племена Брды отправили 40 своих вождей на переговоры с турецкими властями. Однако турки-османы вероломно взяли их в плен и казнили. Еще 400 их соотечественников было продано в рабство.
В конце сентября 1742 года черногорский владыка Савва Петрович отправился с визитом в Россию, рассчитывая найти себе новых союзников в борьбе против Османской империи. Весной 1743 года владыка прибыл в Санкт-Петербург, где получил аудиенцию у российской императрицы Елизаветы Петровны. Императрица пообещала владыке финансовую помощь (3000 рублей ежегодно), в том числе на содержание церквей и монастырей. Однако обсуждать политические вопросы царское правительство отказалось. На обратному пути Савва Петрович посетил Берлин, где король Фридрих вручил ему красивый золотой крест. После возвращения на родину черногорский владыка Савва отказался от политической деятельности.
В 1750 году Савва Петрович-Негош назначил своего двоюродного племянника Василия Петровича-Негоша коадъютором, то есть фактическим правителем Черногории, а сам удалился в монастырь.
После смерти Василия III Петровича-Негоша в 1766 году в Санкт-Петербурге Савва возвратился к политической деятельности, но в 1767 году в Черногории объявился некий самозванец по имени Стефан, выдававший себя за выжившего российского императора Петра III и добившийся того, что черногорцы признали его «царём». Внешне Савва покорился самозванцу, но на деле не стал мириться с тем, что власть ускользает из его рук. Савва запросил из Санкт-Петербурга официальное подтверждение о гибели императора Петра III, копии которого разослал черногорским старейшинам. В феврале 1768 года на сходе старейшин Стефан Малый публично обвинил владыку в отстаивании интересов Венеции и присвоении полученных в Санкт-Петербурге денег. Самозванец предложил разделить имущество митрополита между собравшимися. Дом владыки был разграблен, его стада угнаны, сам он вместе с роднёй взят под стражу.
Осенью 1773 года самозванец Стефан Малый был убит подкупленным слугой. После этого Савва назначил помощником своего племянника по сестре Арсения Пламенаца. Он был посвящён в епископы последним печским патриархом Василием Бркичем. Однако Арсений Пламенац не принадлежал к династии Негошей, и его возвышение привело к возрождению племенной розни. Владыка Савва в эти дела не стал вмешиваться, до самой смерти оставаясь лишь номинальным главой государства.
9 марта 1782 года 80-летний Савва II Петрович-Негош скончался в Цетинском монастыре. Ему наследовал Пётр I Петрович, племянник Василия III Петровича.

## Должности
22 января 1735—1750 — единоличный правитель Черногории
1750 — 10 марта 1766 — соправитель Василия III Петровича
10 марта 1766 — 2 ноября 1767 — единоличный правитель Черногории
2 ноября 1767 — февраль 1768 — соправитель царя лже-Петра Фёдоровича
22 сентября 1773—1781 — единоличный правитель Черногории
1781 — 9 марта 1782 — соправитель Арсения Пламенаца